# 孔元措
孔元措（1182年—1251年），字梦得，金朝兖州曲阜县（今山东省曲阜市）人。孔子五十一代孫，孔若蒙玄孙，孔端操曾孙，孔璠之孙，孔摠之子。
金章宗明昌二年（1191年）四月，年仅十岁的孔元措补授文林郎，袭封衍圣公次年，金章宗赐孔元措四品勋封，授中议大夫。承安二年（1197年），兼任曲阜县县令。泰和元年（1201年）朝廷拨给衍圣公土地六十四亩。贞祐三年（1215年），金宣宗任命孔元措为东平府府判，十月十五，采纳朮虎高琪的建议，令衍圣公孔元措赴汴京随朝任职太常博士，孔元措族弟孔元用奉命代管曲阜祭祀之事。兴定四年（1220年），改任太常丞。元光元年（1222年）十一月，为同知集贤院，兼任太常丞。金哀宗正大四年（1227年）十月，孔元措写成《孔氏祖庭广记》一书。天兴元年（1232年）九月初一，孔元措被任命为泰宁军节度使，兖州观察使，兼任太常少卿。次年正月，晋升为光禄大夫，任太常卿。大蒙古国攻占汴京，在耶律楚材建议下，窝阔台命孔元措回到曲阜，依然袭封衍圣公。孔元措回到曲阜，整理失散的礼乐，打下了元朝礼乐制度的基础。元太宗九年（1237年），窝阔台令孔元措重修孔庙，给复守庙一百户。元宪宗元年（1251年）孔元措去世，没有儿子，他弟弟孔元綋的孙子孔湞袭封。
| 前任者： 孔摠   | 金朝北宗衍圣公 1191年—1233年     | 繼任者： 孔元用 |
| 前任者： 孔之全 | 大蒙古国北宗衍圣公 1233年—1251年 | 繼任者： 孔湞   |

## 参看
- 孔子
- 孔子世家大宗世系
- 孔子世家大宗世系图
- 孔子世家南宗北宗世系图